# Маунт Лофти
Маунт Лофти (на английски: Mount Lofty Ranges) е планински хребет в щата Южна Австралия. Простира се на около 430 km от полуостров Флерио на юг до град Питърсбъро на север, където чрез ниска седловина се свързва е хребета Флиндърс. В южната му част западните му склонове се спускат стръмно към залива Сейнт Винсент, а източните – към долината на река Мъри. Максималната му височина е връх Брайан (939 m), издигащ се в северната му част. Изграден е от гнайси, шисти и варовици. Климатът му е субтропичен, като на север годишната сума на валежите е около 400 mm, а на юг се увеличават до 900 mm. Южната му по-влажна част е покрита от твърдолистни евкалиптови гори, а северната по-суха, от храсталаците скреб. В южната му част, по неговите западни склонове и на брега на залива Сейнт Винсент е разположена столицата на щата Южна Австралия град Аделаида.